# Refugio nacional de vida silvestre mixto Jairo Mora Sandoval Gandoca-Manzanillo
El Refugio nacional de vida silvestre mixto Jairo Mora Sandoval Gandoca-Manzanillo es un área protegida en Costa Rica, administrada bajo el Área de conservación La Amistad Caribe del Sistema Nacional de Áreas de Conservación, fue creada en 1986 por decreto. Protege tanto una porción terrestre como una porción marina. En 2013, el refugio pasó a llamarse en honor al ambientalista asesinado Jairo Mora Sandoval. En 2014 se devolvió tierra a lo largo del refugio a pequeños pueblos colindantes con el refugio, debido a las quejas de los residentes locales sobre los desalojos y la destrucción de propiedades debido a los estrictos códigos de construcción. Es uno de los dos únicos lugares en Costa Rica donde todavía se encuentran los manatíes. El refugio se encuentra en una región costera de playas, con arrecifes de coral y cubierta de bosque tropical, con una precipitación anual de 1950-3000 mm.
En este refugio se ubica el sitio Ramsar Gandoca-Manzanillo (referencia N.º.783) establecido el 11 de diciembre de 1995.

## Historia
El territorio fue habitado originalmente por el pueblo bribri.
Durante la década de 1700, los pescadores afrodescendientes de las colonias inglesas migraron estacionalmente hacia arriba y hacia abajo de la costa del Caribe para cazar tortugas marinas. En 1828 uno de estos pescadores llevó a su familia a Punta Cahuita (ahora Parque nacional Cahuita) y en los años siguientes la costa fue colonizada posteriormente por otras familias.
El refugio fue creado en 1986 mediante el decreto nacional 16614-MAG. Cuando se creó, la reserva originalmente incluía numerosos pequeños pueblos de pescadores a lo largo de la costa habitados por una población de la minoría afrocaribeña de habla inglesa. La región nunca vio el desarrollo histórico como en otras partes de Costa Rica, y puentes endebles a lo largo de caminos de tierra mantuvieron a la ciudad capital lejos durante gran parte del siglo XX, lo que ayudó a preservar la cultura y la naturaleza.
La novela de 1992, La Loca de Gandoca, de Anacristina Rossi, describe las luchas y los esfuerzos para crear el refugio desde un punto de vista autobiográfico, ya que hubo intentos privados y gubernamentales opuestos para desarrollar el área como un destino turístico, el libro era de lectura obligatoria en los colegios (nivel secundario) de Costa Rica.
El 2 de septiembre de 2013 se cambió el nombre del refugio de Refugio nacional de vida silvestre Gandoca-Manzanillo al nombre actual, en honor al ambientalista asesinado Jairo Mora Sandoval. La ceremonia formal de homenaje póstumo se llevó a cabo en el refugio el 26 de abril de 2014.
El hecho de que sus tierras fueran declaradas reserva natural sometió a la comunidad local que se encontraba habitando el refugio a estrictos y onerosos códigos de construcción, así como a la Ley Marítima de Costa Rica, y numerosas casas o negocios locales fueron notificados de inminentes desalojos y posteriores demoliciones de sus propiedades en el principios de la década de 2010, lo que generó resentimiento hacia el refugio y denuncias de greenwashing. En 2014 la legislatura costarricense aprobó la Ley 9223, Reconocimiento de los Derechos de los Habitantes del Caribe Sur, por la cual se retiraron del refugio 900 acres de tierra a lo largo de la costa para rectificar esta situación.

## Ubicación
Ubicado en el cantón de Talamanca, el refugio de vida silvestre mixto Jairo Mora Sandoval Gandoca-Manzanillo se encuentra en la costa atlántica más austral de Costa Rica, junto a la frontera con Panamá. Tiene dos accesos, el primer y principal acceso es en el pueblo de Manzanillo en Cahuita, que da servicio a esta zona, y es el término de la Ruta 256, que tiene un empalme con la Ruta 36, que se inicia en el distrito de Limón.
La ruta 256 corre a lo largo de la costa, y el final de la misma está casi completamente rodeado por el refugio; la parte marina del refugio incluye el mar, y más al oeste de la carretera está la parte terrestre del refugio. Termina en el pequeño poblado de Manzanillo en Cahuita, que igualmente forma un saliente casi completamente rodeado por el refugio. Esta área incluye hoteles, casas de alquiler, mini resorts boutique, restaurantes, panaderías y chiringuitos, así como algunas playas públicas en los pueblos de Punta Cocles, Playa Chiquita y Punta Uva. Estas aldeas antes formaban parte del parque, pero fueron retiradas del refugio para permitir el desarrollo local.
El segundo acceso se encuentra cerca del pequeño poblado de Gandoca, al que se puede acceder desde la Ruta 36 cerca del cruce fronterizo con Panamá sobre el río Sixaola.
Hay al menos tres pequeñas aldeas o áreas pobladas dentro del refugio: Punta Mona y Mile Creek a lo largo de la costa, y Finca Buena Fe a lo largo del río Sixaola. En este refugio se ubica el sitio Ramsar Gandoca-Manzanillo. Hay un centro de rehabilitación de guacamayos y un centro de rescate de jaguares, Jaguar Rescue Center, colindantes con el refugio cerca de la ruta 256. Más hacia el interior, al oeste del pueblo de Gandoca, se encuentra el territorio indígena Bribri, Kéköldi.
El área más grande alrededor del refugio está dedicada principalmente al cultivo de banano y plátano, tanto en plantaciones convencionales como en parcelas mixtas de subsistencia. 

## Importancia
A principios de la década de 1990, se dijo que el refugio era económicamente importante para los habitantes locales por sus caladeros, ya que la pesca era una fuente principal de ingresos.

### Flora y hábitats

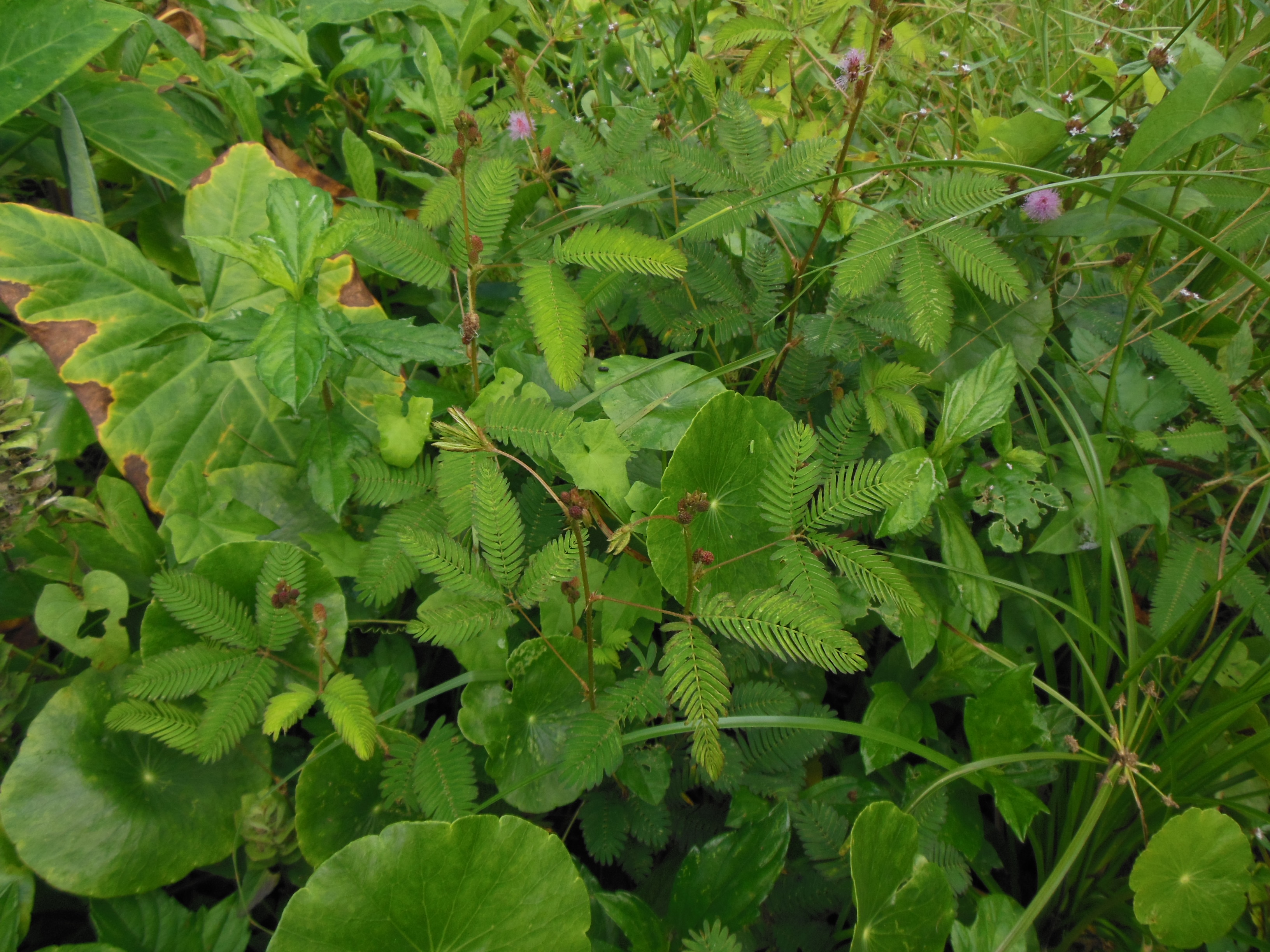
Planta dormilona en este refugio.

El refugio protege manglares, estuarios, pastos marinos, bosques inundados, arrecifes de coral, anidación de tortugas marinas. La palma Raphia taedigera, conocida localmente como yolillo, y los árboles Campnosperma panamensis (orey) y Prioria copaifera (cativo) son particularmente comunes.
Hay algunos manglares presentes, principalmente en un canal ancho en la desembocadura del Río Gandoca cerca del pueblo de Gandoca, donde hay unas 250 hectáreas dominadas por Rhizophora mangle. Hay otros pequeños parches a lo largo y ancho de la costa, muchos de ellos en proceso de ampliación.
Las playas a lo largo de esta costa de Costa Rica se cubren de agua de mar hasta la línea de árboles dos veces al día durante la marea alta. Los árboles comunes aquí son el coco y la uva de mar. Morinda citrifolia y Terminalia catapa, conocidas localmente como almendro de playa, son especies introducidas de Asia que también se han vuelto comunes, muchos de estos almendros se han convertido en individuos de gran tamaño.
El yolillo se encuentra en extensas palmeras conocidas localmente como yolillales, donde es la planta dominante. Este tipo de hábitat se forma en tierras bajas planas que están inundadas por las inundaciones durante gran parte del año. Otra especie de palmera asociada con estas palmas yolillo es el Astrocaryum alatum (coquito), mucho más pequeño. Otras especies que se encuentran en estos pantanos son orey, cativo, Pterocarpus officinalis (sangrillo) y Carapa nicaraguensis (caobilla).
Un ecosistema forestal especial de unas 400ha. ocurre entre Punta Mona y Middle Creek llamado cativales o cativera, que lleva el nombre del árbol dominante aquí, cativo. Esto ocurre en un área plana y de tierras bajas donde el nivel del agua y la frecuencia de inundaciones son mayores. El bosque es algo abierto y los árboles son cortos, lo que permite una composición diversa de especies de plantas y suficiente luz para alcanzar el suelo del bosque para permitir que se desarrolle un sotobosque que consiste principalmente en palmeras enanas.
Aquí también se encuentra un pantano de pastizales herbáceos abiertos, que se extiende sobre un área de 600ha. Además de pastos y vegetación flotante, otras especies comunes son los árboles Mimosa pigra (uña de gato) y Dalbergia brownei (varilla negra).

### Fauna

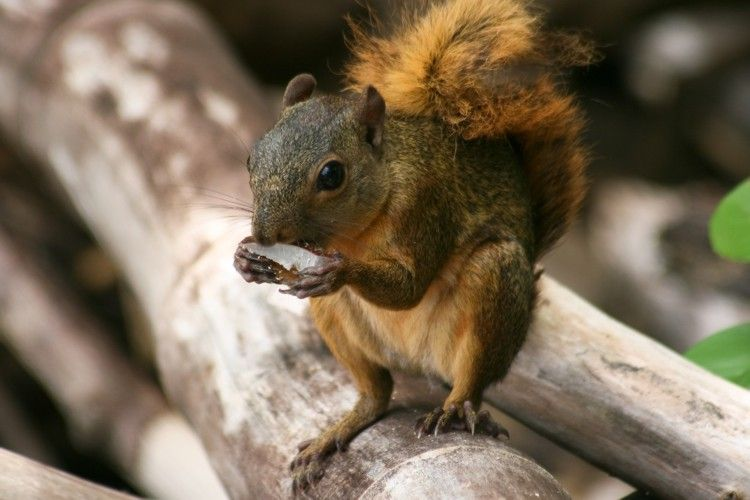
Una ardilla, Sciurus granatensis, en el refugio

Varios animales habitan en el refugio, entre ellos:
- Mariposa morfo azul[11]
- Langosta caribeña
- Sábalo del Atlántico
- bocaracá[13]
- Cocodrilo
- Caimán
- Tapir centroamericano
- Mono araña

El refugio incluye la Crassostrea rhizophorae, la 'ostra en forma de copa de manglar', estos son los únicos bancos naturales conocidos que se encuentran en un área de arrecifes costeros.
Se conocen tres especies de delfines en la zona. El mar Caribe alberga el delfín mular común y el delfín moteado del Atlántico. El delfín de agua dulce de Guayana, conocido localmente como tucuxi, se descubrió recientemente que se encuentra aquí. Este refugio es uno de los dos únicos lugares del país donde todavía se encuentran los manatíes, siendo el otro el Parque nacional Tortuguero. En épocas anteriores fueron cazados, utilizando una técnica especial, por su carne.
Se ha intentado reintroducir grandes guacamayos verdes criados en cautividad en el refugio, con 60 aves liberadas a partir de 2019.  Estos guacamayos viven en barriles de anidación artificiales que cuelgan de los árboles. 

## Turismo
El acceso al refugio es gratuito. Está abierto de 6:30 a. m. a 3:00 p. m. Hay letrinas, agua potable, un área de pícnic, áreas de estacionamiento, guías locales y asistencia para visitantes disponibles. Existen restaurantes, hoteles y cabañas para el alojamiento, ubicados fuera del refugio. Hay caminos de acceso pavimentados y de grava.
Nadar con delfines era una actividad popular entre los turistas aquí, pero la ley costarricense prohibió la práctica en 2006 por el bien de la salud de los animales.
El pez león, Pterois miles y P. volitans, son especies invasoras de peces en los mares de la costa oriental del país desde 2009. La introducción al medio ambiente parece haber desplazado a la población nativa de langostas espinosas, anteriormente una de las más importantes. especies de captura comercial en el área. A pesar de tener espinas venenosas, es bastante sabroso. La Asociación de Pescadores Artesanales del Caribe Sur ha organizado una competencia anual de esnórquel y arponeo desde 2012. También se captura en ollas de langosta (modificadas o no). El pescado ha comenzado a convertirse en un plato popular en los restaurantes locales.